# Roullet-Saint-Estèphe
 Roullet-Saint-Estèphe  es una población y comuna francesa, en la región de Poitou-Charentes, departamento de Charente, en el distrito de Angoulême y cantón de La Couronne.

## Demografía
| 1826 | 1978 | 2304 | 2953 | 3378 | 3525 |
| Para los censos de 1962 a 1999 la población legal corresponde a la población sin duplicidades (Fuente: INSEE [Consultar]) |      |      |      |      |      |